# پرطاووسی (سرده)
پرطاووسی، هزاربرگ (نام علمی: Myriophyllum) نام یک سرده از رده دولپه‌ای‌ها است.